# Westland Marathon 1990
De Westland Marathon 1990 werd gehouden op zaterdag 7 april 1990. Het was de 21e editie van deze marathon. Start en finish lagen in Maassluis.
De Marokkaan Mohamed Salmi won de wedstrijd bij de mannen in 2:14.48. Bij de vrouwen was de Bulgaarse Rumyana Panovska het snelste en finishte in 2:39.01.
Dit evenement was ook het toneel van het Nederlands kampioenschap marathon. De nationale titels werden gewonnen door Jan van Rijthoven (2:17.00) en Mieke Pullen (2:44.52).
In totaal finishten 574 hardlopers de wedstrijd (inclusief recreatieve lopers).

## Uitslagen

### Mannen
| rang   | naam                   | land | tijd    | opmerkingen |
| ------ | ---------------------- | ---- | ------- | ----------- |
| Goud   | Mohamed Salmi          | MAR  | 2:14.48 |             |
| Zilver | Jean-Pierre Paumen     | BEL  | 2:16.14 |             |
| Brons  | Heinz-Bernhardt Bürger | GER  | 2:16.46 |             |
| 4      | Jan van Rijthoven      | NED  | 2:17.00 | 1e NK       |
| 5      | Wieslaw Lenda          | POL  | 2:18.05 |             |
| 6      | Michel de Maat         | NED  | 2:18.16 | 2e NK       |
| 7      | Gerard Smit            | NED  | 2:18.41 | 3e NK       |
| 8      | Alex Kozlowski         | NED  | 2:19.14 | 4e NK       |
| 9      | Peter Devocht          | BEL  | 2:19.15 |             |
| 10     | Alex Hagelsteens       | BEL  | 2:19.24 |             |
| 11     | Aart Stigter           | NED  | 2:19.50 | 5e NK       |
| 12     | Edward Rydzewski       | POL  | 2:19.59 |             |
| 13     | Adri Hartveld          | NED  | 2:20.56 | 6e NK       |
| 14     | Jan Smet               | BEL  | 2:21.06 |             |
| 15     | Sandu Gheorge          | ROU  | 2:21.12 |             |
| 16     | Geert Rasschaert       | BEL  | 2:21.19 |             |
| 17     | Janus Stanczak         | POL  | 2:21.22 |             |
| 18     | Bogdan Sliwinski       | POL  | 2:21.29 |             |
| 19     | Abdi Douboub           | DJI  | 2:21.37 |             |
| 20     | Abdi Said              | DJI  | 2:21.52 |             |

### Vrouwen
| rang   | naam             | land | tijd    | opmerkingen |
| ------ | ---------------- | ---- | ------- | ----------- |
| Goud   | Rumyana Panovska | BUL  | 2:39.01 |             |
| Zilver | Mieke Pullen     | NED  | 2:44.52 | 1e NK       |
| Brons  | Adriana Barbu    | ROU  | 2:49.00 |             |

1969 ·
1970 ·
1971 ·
1972 ·
1973 ·
1974 ·
1975 ·
1976 ·
1977 ·
1978 ·
1979 ·
1980 ·
1981 ·
1982 ·
1983 ·
1984 ·
1985 ·
1986 ·
1987 ·
1988 ·
1989 ·
1990 ·
1991 ·
1992 ·
1993 ·
1994 ·
1995 ·
1996 ·
1997 ·
2014